# Dualidade onda-corpúsculo
A dualidade onda partícula é o conceito da mecânica quântica de que cada partícula ou entidade quântica pode ser descrita como uma partícula ou uma onda. Expressa a incapacidade dos conceitos clássicos de "partícula" ou "onda" para descrever completamente o comportamento de objetos em escala quântica. Como Albert Einstein escreveu:

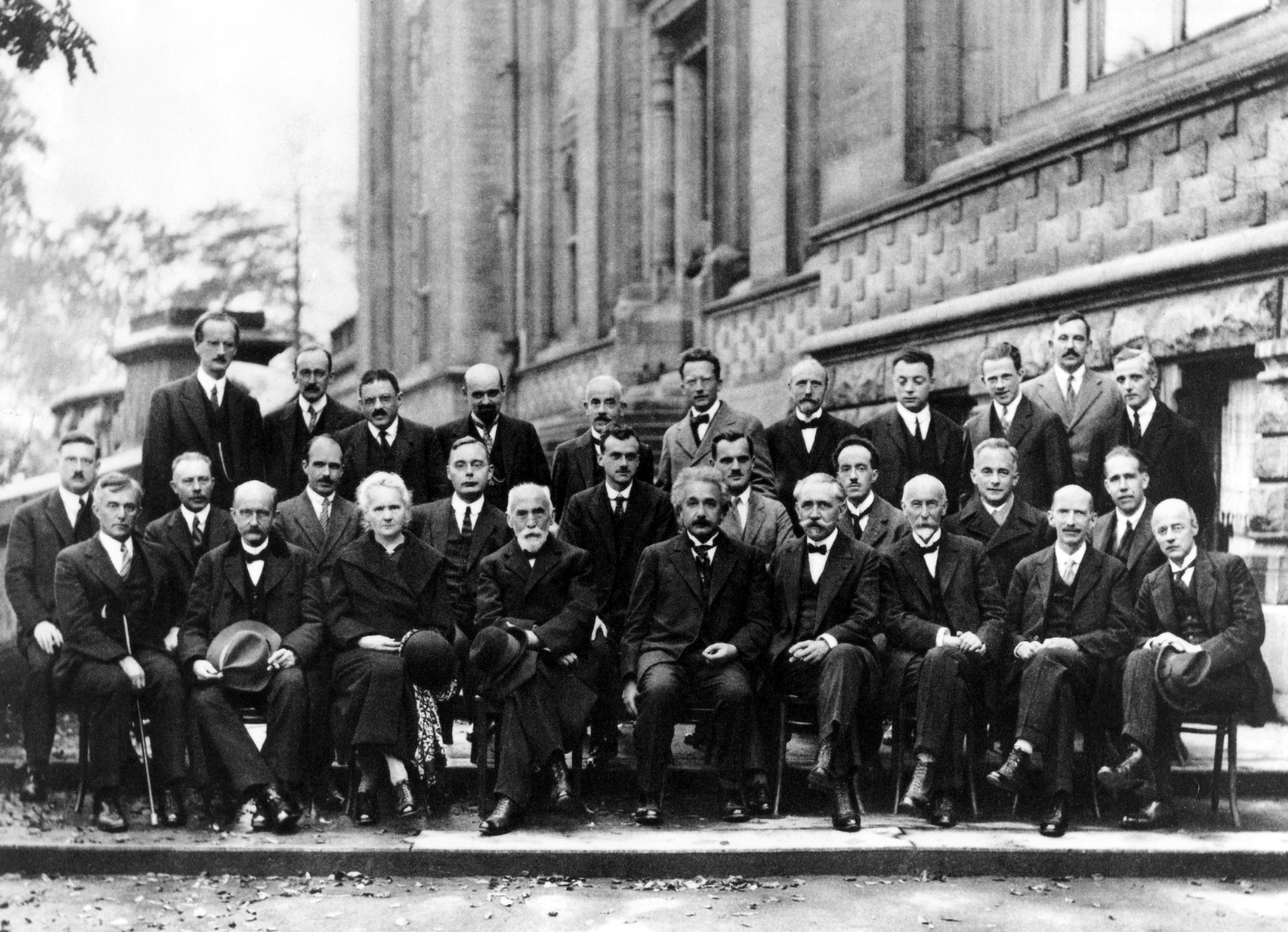
Reunião de Cientistas

“Parece que às vezes devemos usar uma teoria e às vezes a outra, enquanto às vezes podemos usar qualquer uma delas. Estamos diante de um novo tipo de dificuldade. Temos duas imagens contraditórias da realidade; separadamente, nenhum deles explica totalmente os fenômenos da luz, mas juntos eles o fazem.”
Através do trabalho de Max Planck, Albert Einstein, Louis de Broglie, Arthur Compton, Niels Bohr, Erwin Schrödinger e muitos outros, a teoria científica atual sustenta que todas as partículas exibem uma natureza ondulatória e vice-versa. Este fenômeno foi verificado não apenas para partículas elementares, mas também para partículas compostas como átomos e até moléculas. Para partículas macroscópicas, por causa de seus comprimentos de onda extremamente curtos, as propriedades das ondas geralmente não podem ser detectadas.
Embora o uso da dualidade onda-partícula tenha funcionado bem na física, o significado ou interpretação não foi satisfatoriamente resolvido; ver interpretações da mecânica quântica.
Bohr considerou o "paradoxo da dualidade" como um fato fundamental ou metafísico da natureza. Um determinado tipo de objeto quântico exibirá às vezes o caráter de onda, às vezes de partícula, em configurações físicas respectivamente diferentes. Ele viu essa dualidade como um aspecto do conceito de complementaridade. Bohr considerou a renúncia à relação causa-efeito, ou complementaridade, da imagem espaço-tempo, como essencial para a explicação da mecânica quântica.
Werner Heisenberg considerou a questão mais a fundo. Ele viu a dualidade como presente para todas as entidades quânticas, mas não exatamente na descrição usual da mecânica quântica considerada por Bohr. Ele viu isso no que é chamado de segunda quantização, que gera um conceito inteiramente novo de campos que existem no espaço-tempo comum, a causalidade ainda sendo visualizável. Os valores clássicos de campo (por exemplo, as forças de campo elétrico e magnético de Maxwell) são substituídos por um tipo inteiramente novo de valor de campo, conforme considerado na teoria quântica de campos. Invertendo o raciocínio, a mecânica quântica comum pode ser deduzida como uma consequência especializada da teoria quântica de campos.

## História

### Teoria clássica
Demócrito (século 5 aC) argumentou que todas as coisas no universo, incluindo a luz, são compostas de subcomponentes indivisíveis. Euclides (4º–3º século aC) dá tratados sobre a propagação da luz, afirma o princípio da trajetória mais curta da luz, incluindo múltiplas reflexões em espelhos, incluindo esféricos, enquanto Plutarco (1º–2º século dC) descreve múltiplas reflexões em espelhos esféricos discutindo a criação de imagens maiores ou menores, reais ou imaginárias, inclusive no caso de quiralidade das imagens. No início do século 11, o cientista árabe Ibn al-Haytham escreveu o primeiro livro abrangente de óptica descrevendo reflexão, refração e a operação de uma lente pinhole através de raios de luz que viajam do ponto de emissão para o olho. Ele afirmou que esses raios eram compostos de partículas de luz. Em 1630, René Descartes popularizou a descrição de ondas opostas em seu tratado sobre a luz, The World, mostrando que o comportamento da luz poderia ser recriado pela modelagem de distúrbios ondulatórios em um meio universal, ou seja, éter luminífero. Começando em 1670 e progredindo ao longo de três décadas, Isaac Newton desenvolveu e defendeu sua teoria corpuscular, argumentando que as linhas perfeitamente retas de reflexão demonstravam a natureza das partículas da luz, apenas partículas poderiam viajar em tais linhas retas. Ele explicou a refração postulando que as partículas de luz aceleravam lateralmente ao entrar em um meio mais denso. Na mesma época, os contemporâneos de Newton, Robert Hooke e Christiaan Huygens, e mais tarde Augustin-Jean Fresnel, refinaram matematicamente o ponto de vista da onda, mostrando que se a luz viajasse em diferentes velocidades em diferentes meios, a refração poderia ser facilmente explicada como a propagação dependente do meio de ondas de luz. O princípio de Huygens-Fresnel resultante foi extremamente bem sucedido na reprodução do comportamento da luz e foi posteriormente apoiado pela descoberta de Thomas Young da interferência de ondas da luz por seu experimento de dupla fenda em 1801. A visão de onda não substituiu imediatamente a visão de raios e partículas, mas começou a dominar o pensamento científico sobre a luz em meados do século 19, uma vez que podia explicar fenômenos de polarização que as alternativas não podiam.

James Maxwell

James Clerk Maxwell descobriu que poderia aplicar suas equações de Maxwell previamente descobertas, juntamente com uma ligeira modificação para descrever ondas auto-propagantes de campos elétricos e magnéticos oscilantes. Rapidamente se tornou aparente que a luz visível, a luz ultravioleta e a luz infravermelha eram todas ondas eletromagnéticas de diferentes frequências.

### Radiação de corpo negro
Em 1901, Max Planck publicou uma análise que conseguiu reproduzir o espectro observado de luz emitida por um objeto brilhante. Para conseguir isso, Planck teve que fazer uma suposição matemática da energia quantizada dos osciladores, ou seja, átomos do corpo negro que emitem radiação. Einstein mais tarde propôs que a própria radiação eletromagnética é quantizada, não a energia dos átomos radiantes.
A radiação do corpo negro, a emissão de energia eletromagnética devido ao calor de um objeto, não poderia ser explicada apenas com argumentos clássicos. O teorema da equipartição da mecânica clássica, a base de todas as teorias termodinâmicas clássicas, afirmava que a energia de um objeto é dividida igualmente entre os modos vibracionais do objeto. Mas aplicar o mesmo raciocínio à emissão eletromagnética de tal objeto térmico não foi tão bem sucedido. Que objetos térmicos emitem luz já eram conhecidos há muito tempo. Como a luz era conhecida como ondas de eletromagnetismo, os físicos esperavam descrever essa emissão por meio de leis clássicas. Isso ficou conhecido como o problema do corpo negro. Uma vez que o teorema da equipartição funcionou tão bem na descrição dos modos vibracionais do próprio objeto térmico, era natural supor que ele teria um desempenho igualmente bom na descrição da emissão radiativa de tais objetos. Mas um problema surgiu rapidamente se cada modo recebesse uma partição igual de energia, os modos de comprimento de onda curto consumiram toda a energia. Isso ficou claro ao traçar a lei de Rayleigh-Jeans, que, embora previsse corretamente a intensidade das emissões de comprimentos de onda longos, previu a energia total infinita à medida que a intensidade diverge ao infinito para comprimentos de onda curtos. Isso ficou conhecido como a catástrofe ultravioleta.

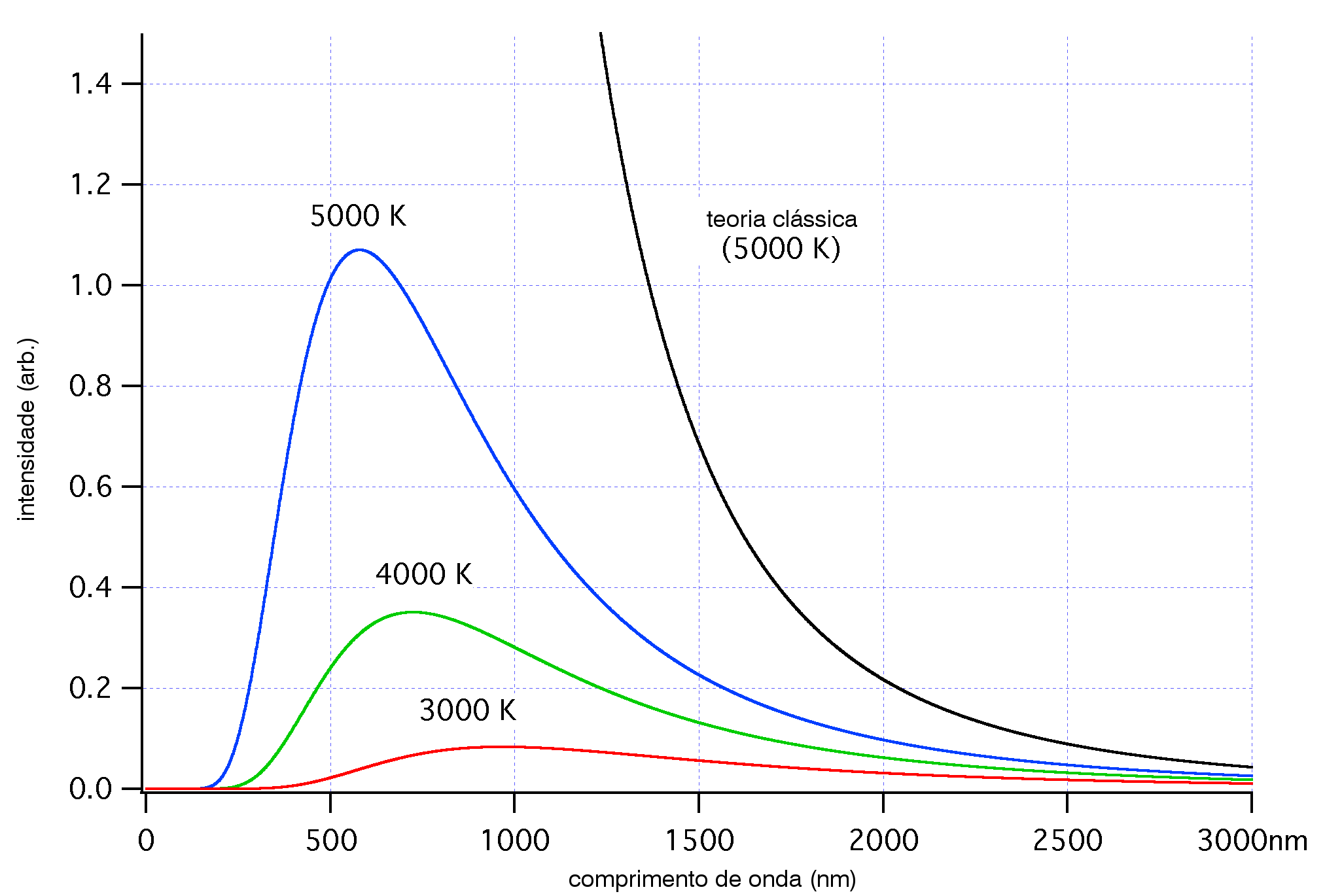
Radiação de Corpo Negro

Em 1900, Max Planck levantou a hipótese de que a frequência da luz emitida pelo corpo negro dependia da frequência do oscilador que a emitia, e a energia desses osciladores aumentava linearmente com a frequência (de acordo com E = hf onde h é a constante de Planck e f é a frequência). Esta não foi uma proposta infundada, considerando que os osciladores macroscópicos operam de forma semelhante ao estudar cinco osciladores harmônicos simples de igual amplitude, mas frequência diferente, o oscilador com a frequência mais alta possui a energia mais alta (embora essa relação não seja linear como a de Planck). Exigindo que a luz de alta frequência fosse emitida por um oscilador de igual frequência, e exigindo ainda que este oscilador ocupasse mais energia do que um de menor frequência, Planck evitou qualquer catástrofe, dando uma partição igual aos osciladores de alta frequência produzidos sucessivamente menos. osciladores e menos luz emitida. E como na distribuição de Maxwell-Boltzmann, os osciladores de baixa frequência e baixa energia foram suprimidos pelo ataque de oscilações térmicas de osciladores de alta energia, que necessariamente aumentam sua energia e frequência.
O aspecto mais revolucionário do tratamento do corpo negro por Planck é que ele depende inerentemente de um número inteiro de osciladores em equilíbrio térmico com o campo eletromagnético. Esses osciladores entregam toda a sua energia ao campo eletromagnético, criando um quantum de luz, tantas vezes quanto são excitados pelo campo eletromagnético, absorvendo um quantum de luz e começando a oscilar na frequência correspondente. Planck criou intencionalmente uma teoria atômica do corpo negro, mas involuntariamente gerou uma teoria atômica da luz, onde o corpo negro nunca gera quanta de luz em uma determinada frequência com uma energia menor que hf. No entanto, ao perceber que havia quantizado o campo eletromagnético, denunciou as partículas de luz como uma limitação de sua aproximação, não uma propriedade da realidade.

### Efeito fotoelétrico

Efeito Fotoelétrico

Embora Planck tenha resolvido a catástrofe ultravioleta usando átomos e um campo eletromagnético quantizado, a maioria dos físicos contemporâneos concordou que os "quanta de luz" de Planck representavam apenas falhas em seu modelo. Uma derivação mais completa da radiação do corpo negro produziria um campo eletromagnético totalmente contínuo e "semelhante a ondas" sem quantização. No entanto, em 1905, Albert Einstein usou o modelo de corpo negro de Planck para produzir sua solução para outro problema notável da época: o efeito fotoelétrico, em que elétrons são emitidos de átomos quando absorvem energia da luz. Desde que sua existência foi teorizada oito anos antes, os fenômenos foram estudados com o modelo do elétron em mente em laboratórios de física em todo o mundo.

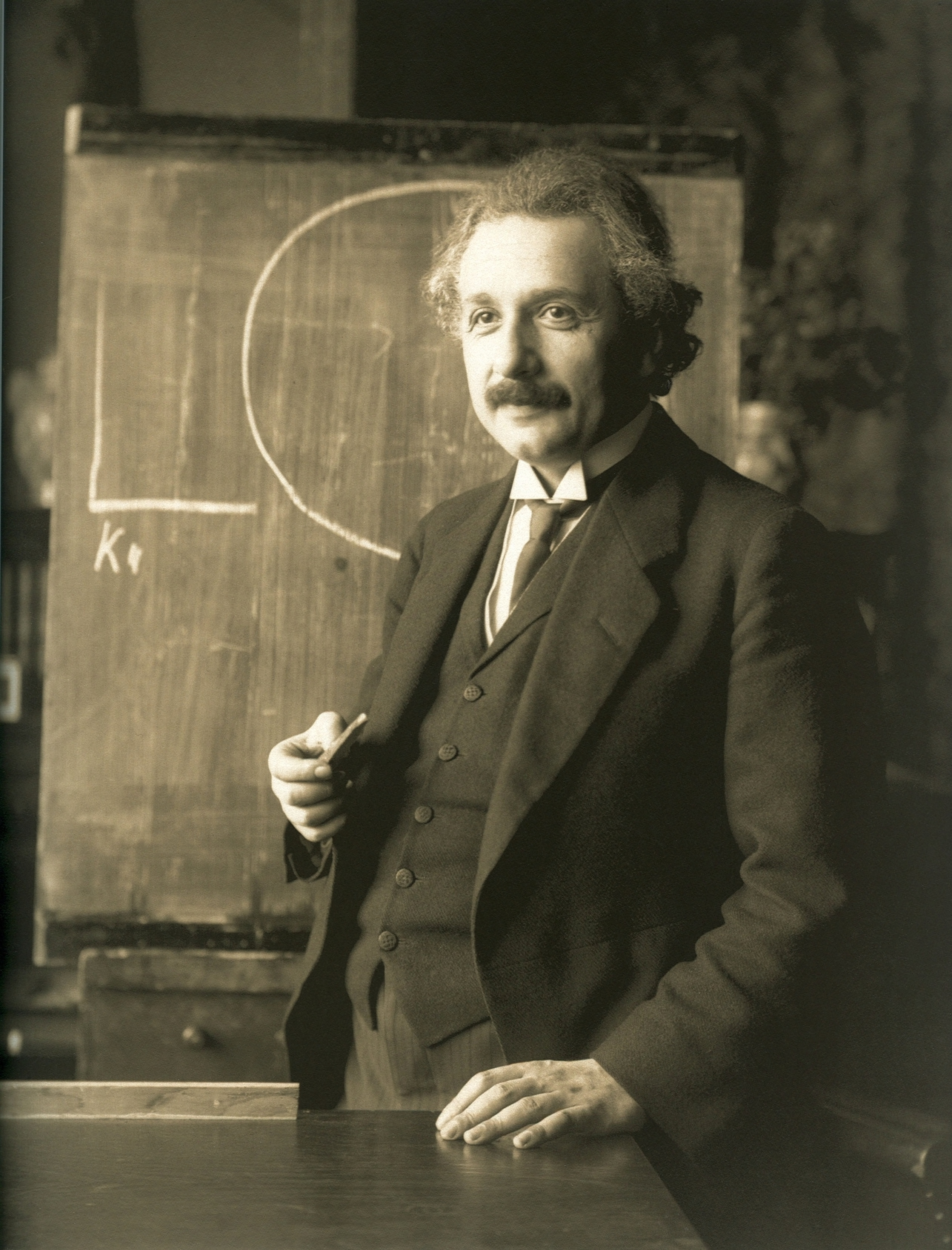
Albert Einstein

Em 1902, Philipp Lenard descobriu que a energia desses elétrons ejetados não dependia da intensidade da luz incidente, mas sim de sua frequência. Então, se alguém iluminar um metal com um pouco de luz de baixa frequência, alguns elétrons de baixa energia são ejetados. Se alguém agora lança um feixe muito intenso de luz de baixa frequência sobre o mesmo metal, uma enorme quantidade de elétrons é ejetada; por mais que possuam a mesma baixa energia, existem apenas mais deles. Quanto mais luz houver, mais elétrons serão ejetados. Considerando que, para obter elétrons de alta energia, deve-se iluminar o metal com luz de alta frequência. Como a radiação do corpo negro, isso estava em desacordo com uma teoria que invocava a transferência contínua de energia entre a radiação e a matéria. No entanto, ainda pode ser explicado usando uma descrição totalmente clássica da luz, desde que a matéria seja de natureza mecânica quântica.

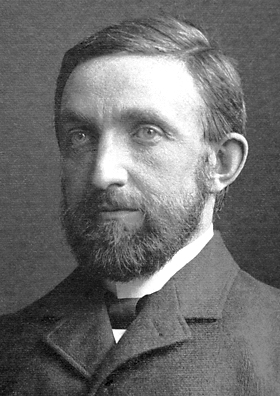
Philipp Lenard

Se alguém usasse os quanta de energia de Planck e exigisse que a radiação eletromagnética em uma determinada frequência só pudesse transferir energia para a matéria em múltiplos inteiros de um quantum de energia hf, então o efeito fotoelétrico poderia ser explicado de maneira muito simples. A luz de baixa frequência ejeta apenas elétrons de baixa energia porque cada elétron é excitado pela absorção de um único fóton. Aumentar a intensidade da luz de baixa frequência (aumentando o número de fótons) apenas aumenta o número de elétrons excitados, não sua energia, porque a energia de cada fóton permanece baixa. Somente aumentando a frequência da luz e, assim, aumentando a energia dos fótons, pode-se ejetar elétrons com maior energia. Assim, usando a constante de Planck h para determinar a energia dos fótons com base em sua frequência, a energia dos elétrons ejetados também deve aumentar linearmente com a frequência, sendo o gradiente da linha a constante de Planck. Esses resultados não foram confirmados até 1915, quando Robert Andrews Millikan produziu resultados experimentais em perfeito acordo com as previsões de Einstein.
Enquanto a energia dos elétrons ejetados refletia a constante de Planck, a existência de fótons não foi explicitamente comprovada até a descoberta do efeito anti-agrupamento de fótons. Isso se refere à observação de que uma vez que um único emissor (um átomo, molécula, emissor de estado sólido, etc.) irradia um sinal de luz detectável, ele não pode liberar imediatamente um segundo sinal até que o emissor tenha sido re-excitado. Isso leva a um atraso de tempo estatisticamente quantificável entre as emissões de luz, de modo que a detecção de múltiplos sinais torna-se cada vez mais improvável à medida que o tempo de observação cai abaixo do tempo de vida do emissor no estado excitado. O efeito pode ser demonstrado em um laboratório de nível de graduação.
Este fenômeno só poderia ser explicado através de fótons. Os "quanta de luz" de Einstein não seriam chamados de fótons até 1925, mas mesmo em 1905 eles representavam o exemplo por excelência da dualidade onda-partícula. A radiação eletromagnética se propaga seguindo equações lineares de onda, mas só pode ser emitida ou absorvida como elementos discretos, agindo assim como onda e partícula simultaneamente.

#### A explicação de Einstein
Em 1905, Albert Einstein forneceu uma explicação do efeito fotoelétrico, um experimento que a teoria ondulatória da luz não conseguiu explicar. Ele o fez postulando a existência de fótons, quanta de energia luminosa com qualidades particulares.
No efeito fotoelétrico, observou-se que incidir uma luz sobre certos metais levaria a uma corrente elétrica em um circuito. Presumivelmente, a luz estava expulsando elétrons do metal, fazendo com que a corrente fluísse. No entanto, usando o caso do potássio como exemplo, também foi observado que, embora uma luz azul fraca fosse suficiente para causar uma corrente, mesmo a luz vermelha mais forte e brilhante disponível com a tecnologia da época não causava nenhuma corrente. De acordo com a teoria clássica da luz e da matéria, a força ou amplitude de uma onda de luz era proporcional ao seu brilho: uma luz brilhante deveria ser forte o suficiente para criar uma grande corrente. No entanto, estranhamente, não foi assim.
Einstein explicou esse enigma postulando que os elétrons podem receber energia de um campo eletromagnético apenas em unidades discretas (quanta ou fótons): uma quantidade de energia E que estava relacionada à frequência f da luz por:
{\displaystyle E=hf}
Nessa expressão {\displaystyle h} é a constante de Planck (6,626 × 10^−34 Js). Apenas fótons de frequência alta o suficiente (acima de um certo valor limite) poderiam liberar um elétron. Por exemplo, os fótons de luz azul tinham energia suficiente para libertar um elétron do metal, mas os fótons de luz vermelha não. Um fóton de luz acima da frequência limiar poderia liberar apenas um elétron; quanto maior a frequência de um fóton, maior a energia cinética do elétron emitido, mas nenhuma quantidade de luz abaixo da frequência limiar poderia liberar um elétron. Violar essa lei exigiria lasers de altíssima intensidade que ainda não haviam sido inventados. Fenômenos dependentes de intensidade já foram estudados em detalhes com esses lasers.
Einstein recebeu o Prêmio Nobel de Física em 1921 por sua descoberta da lei do efeito fotoelétrico.

### A hipótese de De Broglie
Em 1924, Louis-Victor de Broglie formulou a hipótese de Broglie, alegando que toda matéria tem uma natureza ondulatória, ele relacionou comprimento de onda e momento:
{\displaystyle \lambda ={\frac {h}{p}}}
Esta é uma generalização da equação de Einstein acima, uma vez que o momento de um fóton é dado por {\displaystyle p={\frac {E}{c}}}, onde c é a velocidade da luz no vácuo.

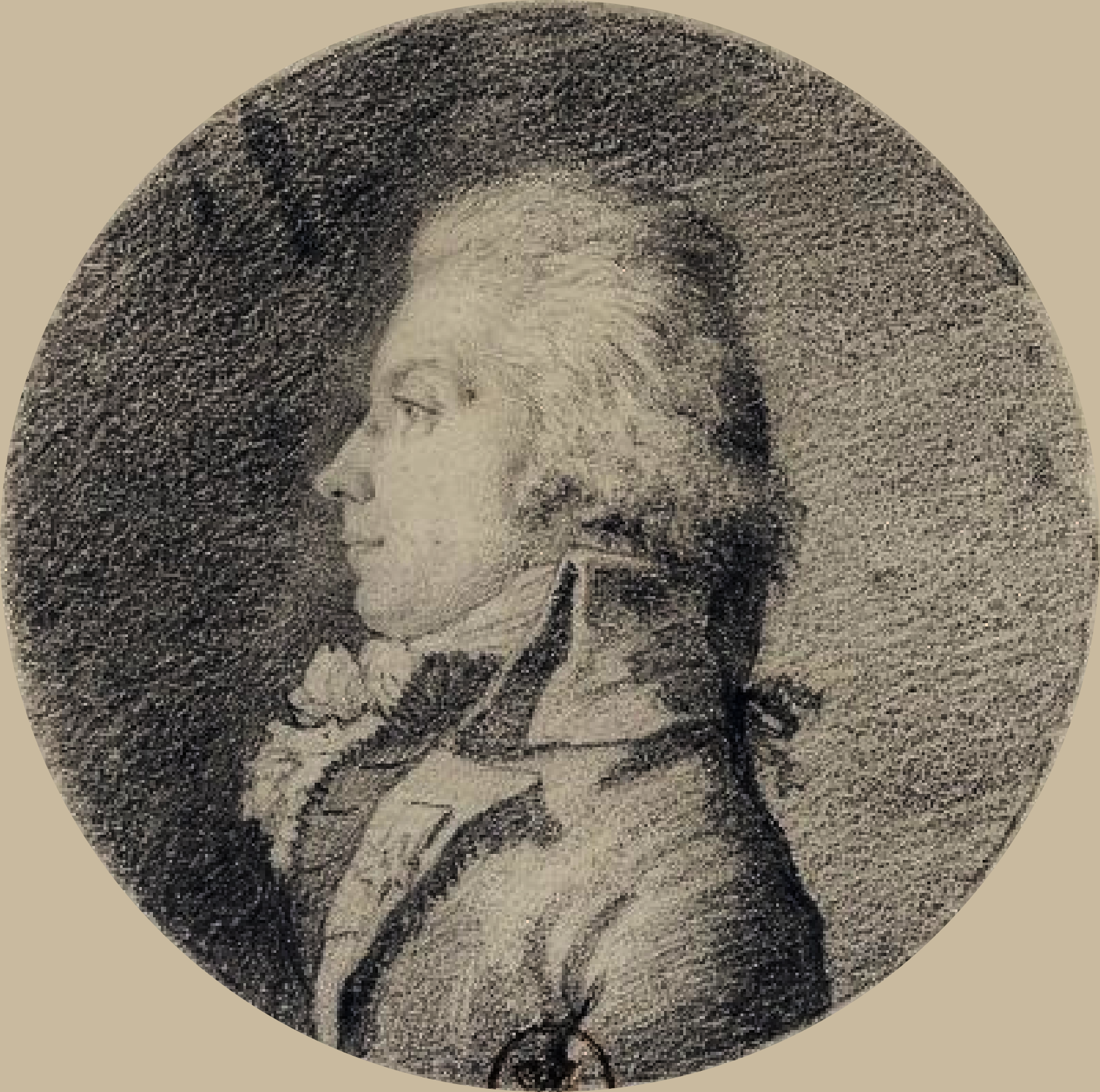
Louis-Victor de Broglie

A fórmula de De Broglie foi confirmada três anos depois para elétrons com a observação da difração de elétrons em dois experimentos independentes. Na Universidade de Aberdeen, George Paget Thomson passou um feixe de elétrons através de um fino filme de metal e observou os padrões de interferência previstos. No Bell Labs, Clinton Joseph Davisson e Lester Halbert Germer guiaram o feixe de elétrons através de uma grade cristalina em seu experimento popularmente conhecido como experimento Davisson-Germer.
De Broglie foi agraciado com o Prêmio Nobel de Física em 1929 por sua hipótese. Thomson e Davisson dividiram o Prêmio Nobel de Física em 1937 por seu trabalho experimental.

### O princípio da incerteza de Heisenberg
Em seu trabalho na formulação da mecânica quântica, Werner Heisenberg postulou seu princípio da incerteza, que afirma:
(Delta x) * (Delta p) = (Constante de Planck reduzida)/2

Onde

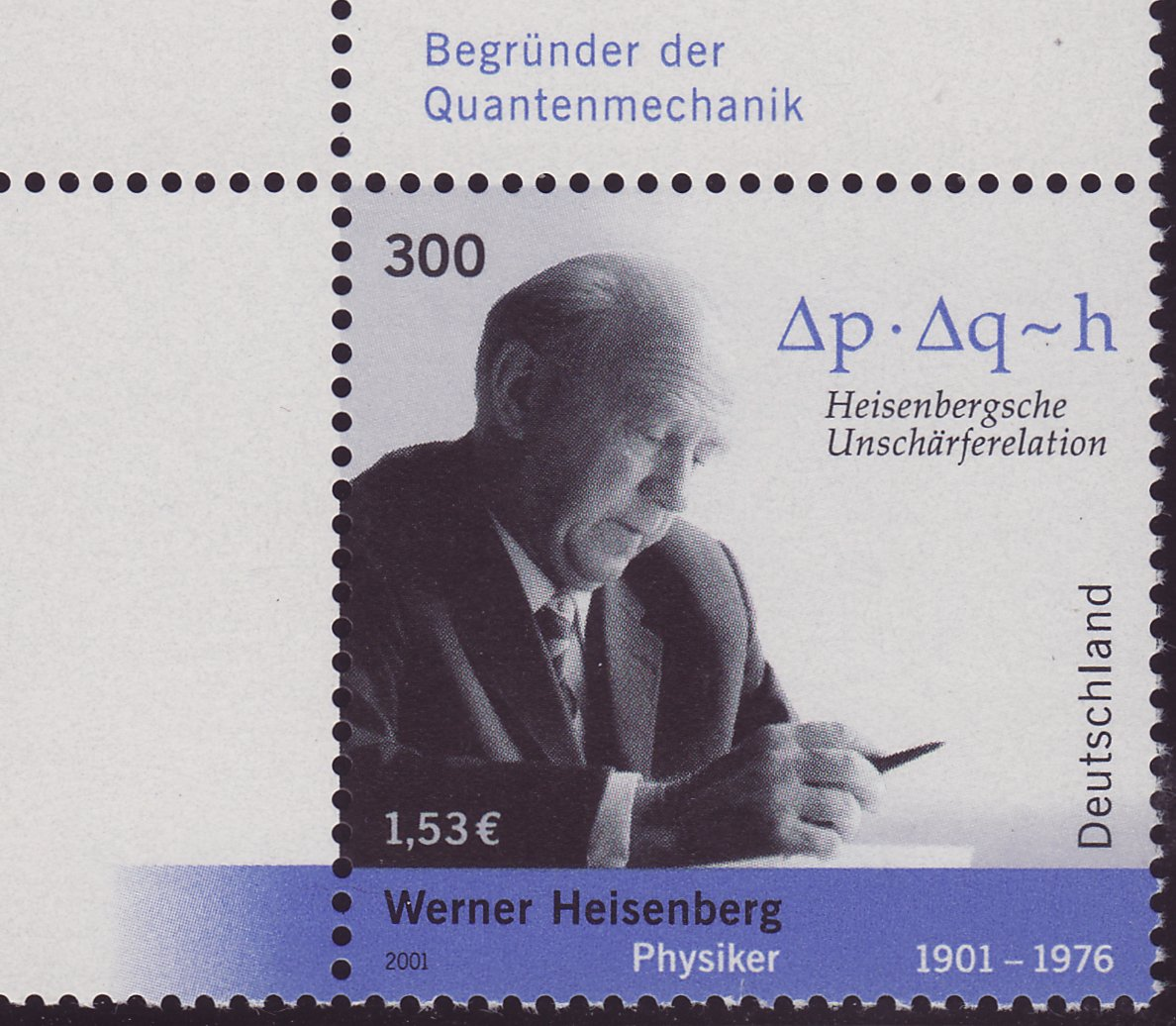
Werner Heisenberg

Delta aqui indica desvio padrão, uma medida de dispersão ou incerteza;
x e p são a posição e o momento linear de uma partícula, respectivamente.
h cortado é a constante de Planck reduzida (a constante de Planck dividida por 2pi).
Heisenberg originalmente explicou isso como consequência do processo de medição: Medir a posição com precisão perturbava o momento e vice-versa, oferecendo um exemplo (o "microscópio de raios gama") que dependia crucialmente da hipótese de Broglie. O pensamento agora é, no entanto, que isso explica apenas parcialmente o fenômeno, mas que a incerteza também existe na própria partícula, mesmo antes da medição ser feita.
De fato, a explicação moderna do princípio da incerteza, estendendo a interpretação de Copenhague apresentada pela primeira vez por Bohr e Heisenberg, depende ainda mais centralmente da natureza ondulatória de uma partícula. Assim como não faz sentido discutir a localização precisa de uma onda em uma corda, as partículas não têm posições perfeitamente precisas; da mesma forma, assim como não faz sentido discutir o comprimento de onda de uma onda de "pulso" viajando por uma corda, as partículas não têm momentos perfeitamente precisos que correspondam ao inverso do comprimento de onda. Além disso, quando a posição é relativamente bem definida, a onda é do tipo pulso e tem um comprimento de onda muito mal definido e, portanto, momento. E, inversamente, quando o momento e, portanto, o comprimento de onda, é relativamente bem definido, a onda parece longa e senoidal e, portanto, tem uma posição muito mal definida.

### A teoria de Broglie-Bohm
O próprio De Broglie havia proposto uma construção de onda piloto para explicar a dualidade onda partícula observada. Nesta visão, cada partícula tem uma posição e momento bem definidos, mas é guiada por uma função de onda derivada da equação de Schrödinger. A teoria da onda piloto foi inicialmente rejeitada porque gerava efeitos não locais quando aplicada a sistemas envolvendo mais de uma partícula. A não localidade, no entanto, logo se estabeleceu como uma característica integral da teoria quântica e David Bohm estendeu o modelo de Broglie para incluí-la explicitamente.
Na representação resultante, também chamada de teoria de Broglie-Bohm ou mecânica de Bohm, a dualidade onda-partícula desaparece e explica o comportamento da onda como um espalhamento com aparência de onda, porque o movimento da partícula está sujeito a uma equação guia ou potencial quântico.
Essa ideia me parece tão natural e simples, resolver o dilema onda-partícula de uma maneira tão clara e comum, que é um grande mistério para mim que tenha sido tão geralmente ignorada.– J.S.Bell
A melhor ilustração do modelo de onda piloto foi dada pelos experimentos de "gotas ambulantes" de Couder em 2010, demonstrando o comportamento da onda piloto em um análogo mecânico macroscópico.

## Natureza ondulatória de objetos grandes
Desde as demonstrações de propriedades ondulatórias em fótons e elétrons, experimentos semelhantes foram conduzidos com nêutrons e prótons. Entre os experimentos mais famosos estão os de Estermann e Otto Stern em 1929. Autores de experimentos recentes semelhantes com átomos e moléculas, descritos abaixo, afirmam que essas partículas maiores também agem como ondas.
Uma série dramática de experimentos enfatizando a ação da gravidade em relação à dualidade onda-partícula foi realizada na década de 1970 usando o interferômetro de nêutrons. Os nêutrons, um dos componentes do núcleo atômico, fornecem grande parte da massa de um núcleo e, portanto, da matéria comum. No interferômetro de nêutrons, eles agem como ondas da mecânica quântica diretamente sujeitas à força da gravidade. Embora os resultados não tenham sido surpreendentes, já que se sabia que a gravidade atuava em tudo, incluindo a luz (veja testes de relatividade geral e o experimento de fótons de Pound-Rebka), a auto-interferência da onda mecânica quântica de um férmion maciço em um campo gravitacional nunca tinha sido experimentalmente confirmado antes.
Em 1999, foi relatada a difração de fulerenos C60 por pesquisadores da Universidade de Viena. Os fulerenos são objetos comparativamente grandes e massivos, com uma massa atômica de cerca de 720 u. O comprimento de onda de Broglie do feixe incidente foi de cerca de 2,5 pm, enquanto o diâmetro da molécula é de cerca de 1 nm, cerca de 400 vezes maior. Em 2012, esses experimentos de difração de campo distante poderiam ser estendidos para moléculas de ftalocianina e seus derivados mais pesados, que são compostos de 58 e 114 átomos, respectivamente. Nesses experimentos, o acúmulo de tais padrões de interferência pode ser registrado em tempo real e com sensibilidade de uma única molécula.
Em 2003, o grupo de Viena também demonstrou a natureza ondulatória da tetrafenilporfirina—um biocorante plano com uma extensão de cerca de 2 nm e uma massa de 614 u. Para esta demonstração, eles empregaram um interferômetro Talbot Lau de campo próximo. No mesmo interferômetro eles também encontraram franjas de interferência para C60F48, um buckyball fluorado com massa de cerca de 1600 u, composto por 108 átomos. Moléculas grandes já são tão complexas que dão acesso experimental a alguns aspectos da interface quântica-clássica, ou seja, a certos mecanismos de decoerência. Em 2011, a interferência de moléculas tão pesadas quanto 6910 u pôde ser demonstrada em um interferômetro Kapitza-Dirac-Talbot-Lau. Em 2013, foi demonstrada a interferência de moléculas além de 10.000 u.
Se objetos mais pesados que a massa de Planck (aproximadamente o peso de uma grande bactéria) têm um comprimento de onda de Broglie é teoricamente incerto e experimentalmente inalcançável; acima da massa de Planck, o comprimento de onda Compton de uma partícula seria menor que o comprimento de Planck e seu próprio raio de Schwarzschild, uma escala na qual as teorias atuais da física podem falhar ou precisam ser substituídas por outras mais gerais.
Couder, Fort, et ai. mostraram que gotículas de óleo macroscópicas em um banho de fluido vibrante podem ser usadas como um modelo analógico de dualidade onda-partícula; uma gota localizada cria um campo de onda periódico em torno de si. A interação ressonante entre a gota e seu próprio campo de onda exibe um comportamento análogo a partículas quânticas: interferência em experimento de dupla fenda, tunelamento imprevisível(dependendo de maneira complicada no estado praticamente oculto do campo), quantização de órbita (essa partícula tem que 'encontrar uma ressonância' com as perturbações de campo que ela cria – após uma órbita, sua fase interna tem que retornar ao estado inicial) e efeito Zeeman. Observe que outros experimentos de fenda simples e dupla mostraram que as interações parede-gotícula, em vez de difração ou interferência da onda piloto, podem ser responsáveis pelos padrões hidrodinâmicos observados, que são diferentes dos padrões de interferência induzidos por fenda exibidos por partículas quânticas.

## Relevância
A dualidade onda-partícula está profundamente enraizada nos fundamentos da mecânica quântica. No formalismo da teoria, todas as informações sobre uma partícula são codificadas em sua função de onda, uma função de valor complexo aproximadamente análoga à amplitude de uma onda em cada ponto no espaço. Esta função evolui de acordo com a equação de Schrödinger. Para partículas com massa esta equação tem soluções que seguem a forma da equação de onda. A propagação de tais ondas leva a fenômenos semelhantes a ondas, como interferência e difração. Partículas sem massa, como fótons, não têm soluções da equação de Schrödinger. Em vez de uma função de onda de partículas que localiza massa no espaço, uma função de onda de fótons pode ser construída a partir da cinemática de Einstein para localizar energia em coordenadas espaciais.
O comportamento semelhante a partículas é mais evidente devido a fenômenos associados à medição em mecânica quântica. Ao medir a localização da partícula, a partícula será forçada a um estado mais localizado, conforme dado pelo princípio da incerteza. Quando vista através desse formalismo, a medição da função de onda levará aleatoriamente ao colapso da função de onda para uma função de pico agudo em algum local. Para partículas com massa, a probabilidade de detectar a partícula em qualquer local específico é igual ao quadrado da amplitude da função de onda nesse local. A medição retornará uma posição bem definida e está sujeita ao princípio da incerteza de Heisenberg.
Após o desenvolvimento da teoria quântica de campos, a ambiguidade desapareceu. O campo permite soluções que seguem a equação de onda, que são chamadas de funções de onda. O termo partícula é usado para rotular as representações irredutíveis do grupo de Lorentz que são permitidas pelo campo. Uma interação como em um diagrama de Feynman é aceita como uma aproximação calculadamente conveniente onde as pernas de saída são conhecidas por serem simplificações da propagação e as linhas internas são por alguma ordem em uma expansão da interação de campo. Como o campo é não-local e quantizado, os fenômenos que antes eram pensados como paradoxos são explicados. Dentro dos limites da dualidade onda-partícula, a teoria quântica de campos dá os mesmos resultados.

## Visualização
Existem duas maneiras de visualizar o comportamento onda-partícula: pelo modelo padrão e pela teoria de Broglie-Bohr.
Abaixo está uma ilustração da dualidade onda-partícula no que se refere à hipótese de de Broglie e ao princípio da incerteza de Heisenberg, em termos das funções de onda do espaço de posição e momento para uma partícula sem spin com massa em uma dimensão. Essas funções de onda são transformadas de Fourier umas das outras.
Quanto mais localizada a função de onda espaço-posição, mais provável é que a partícula seja encontrada com as coordenadas de posição naquela região e, correspondentemente, a função de onda espaço-momento é menos localizada, de modo que os possíveis componentes de momento que a partícula poderia ter são mais difundidos.
Por outro lado, quanto mais localizada a função de onda momento-espaço, mais provável é que a partícula seja encontrada com esses valores de componentes de momento nessa região e, correspondentemente, menos localizada a função de onda espaço-posição, de modo que as coordenadas de posição que a partícula poderia ocupar são mais difundido.

### Visualização de partículas e ondas
O modelo de onda piloto foi originalmente desenvolvido por Louis de Broglie e posteriormente desenvolvido por David Bohm na teoria da variável oculta. A frase “variável oculta” é enganosa, pois a variável em questão são as posições das partículas. Em vez da dualidade, o modelo de onda piloto propõe que tanto a onda quanto a partícula estejam presentes com a onda guiando a partícula de forma determinística. A onda em questão é a função de onda que obedece à equação de Schrödinger. A formulação de Bohm pretende ser clássica, mas deve incorporar uma característica distintamente não clássica: uma força não local ("potencial quântico") agindo sobre as partículas.
O propósito original de Bohm (1952) “era mostrar que uma alternativa à interpretação de Copenhague é pelo menos logicamente possível. Logo depois ele deixou o projeto de lado e não o reviveu até conhecer Basil Hiley em 1961 quando ambos estavam no Birbeck College (Universidade de Londres). Bohm e Hiley então escreveram extensivamente sobre a teoria e ela ganhou um público mais amplo. Essa ideia é mantida por uma minoria significativa dentro da comunidade física.
O experimento de Afshar(2007) pode sugerir que é possível observar simultaneamente as propriedades das ondas e partículas dos fótons. Esta afirmação é, no entanto, contestada por outros cientistas.

### Visualização somente de ondas
Carver Mead, um cientista americano e professor da Caltech, disse que a dualidade pode ser substituída por uma visão "apenas onda". Em seu livro Collective Electrodynamics: Quantum Foundations of Electromagnetism (2000), Mead pretende analisar o comportamento de elétrons e fótons puramente em termos de funções de onda de elétrons e atribui o comportamento de partículas aparentes a efeitos de quantização e autoestados. De acordo com o revisor David Haddon:
Mead cortou o nó górdio da complementaridade quântica. Ele afirma que os átomos, com seus nêutrons, prótons e elétrons, não são partículas, mas ondas puras de matéria. Mead cita como evidência grosseira da natureza exclusivamente ondulatória da luz e da matéria a descoberta entre 1933 e 1996 de dez exemplos de fenômenos de ondas puras, incluindo o onipresente laser de CD players, as correntes elétricas auto-propagadoras de supercondutores e o Bose –Condensado de átomos de Einstein.
Albert Einstein, que, em sua busca por uma Teoria do Campo Unificado, não aceitou a dualidade onda-partícula, escreveu:
Essa dupla natureza da radiação (e dos corpúsculos materiais)... foi interpretada pela mecânica quântica de maneira engenhosa e surpreendentemente bem-sucedida. Esta interpretação... me parece apenas uma saída temporária...
A interpretação de muitos mundos (MWI) às vezes é apresentada como uma teoria somente de ondas, inclusive por seu criador, Hugh Everett, que se referiu a MWI como "a interpretação de ondas".
A hipótese de três ondas de R. Horodecki relaciona a partícula com a onda. A hipótese implica que uma partícula massiva é um fenômeno de onda intrinsecamente espacial e temporalmente estendido por uma lei não linear.
A teoria do colapso determinístico considera o colapso e a medição como dois processos físicos independentes. O colapso ocorre quando dois pacotes de ondas se sobrepõem espacialmente e satisfazem um critério matemático, que depende dos parâmetros de ambos os pacotes de ondas. É uma contração ao volume de sobreposição. Em um aparelho de medição, um dos dois pacotes de ondas é um dos aglomerados atômicos, que constituem o aparelho, e os pacotes de ondas colapsam no máximo até o volume desse aglomerado. Isso imita a ação de uma partícula pontual.

### Visualização somente de partículas
Ainda nos dias da antiga teoria quântica, uma versão pré-quântica-mecânica da dualidade onda-partícula foi iniciada por William Duane, e desenvolvida por outros, incluindo Alfred Landé. William Duane explicou a difração de raios X por um cristal em termos apenas de seu aspecto de partícula. A deflexão da trajetória de cada fóton difratado foi explicada como devido à transferência de momento quantizado da estrutura espacialmente regular do cristal difratado.

### Visão nem onda nem partícula
Argumentou-se que nunca existem partículas ou ondas exatas, mas apenas algum compromisso ou intermediário entre elas. Por esta razão, em 1928, Arthur Eddington cunhou o nome "wavicle" para descrever os objetos, embora não seja usado regularmente hoje. Uma consideração é que pontos matemáticos de dimensão zero não podem ser observados. Outra é que a representação formal de tais pontos, a função delta de Dirac, não é física, pois não pode ser normalizada. Argumentos paralelos se aplicam a estados de onda puros. Roger Penrose afirma: 
Tais 'estados de posição' são funções de onda idealizadas no sentido oposto dos estados de momento. Enquanto os estados de momento são infinitamente espalhados, os estados de posição são infinitamente concentrados. Nem é normalizável [...].

### Utilização
Embora seja difícil traçar uma linha separando a dualidade onda-partícula do resto da mecânica quântica, é possível listar algumas aplicações dessa ideia básica.
- A dualidade onda-partícula é explorada na microscopia eletrônica, onde os pequenos comprimentos de onda associados ao elétron podem ser usados para visualizar objetos muito menores do que o que é visível usando a luz visível.
- Da mesma forma, a difração de nêutrons usa nêutrons com comprimento de onda de cerca de 0,1 nm, o espaçamento típico dos átomos em um sólido, para determinar a estrutura dos sólidos.
- As fotos agora são capazes de mostrar essa natureza dupla, o que pode levar a novas formas de examinar e registrar esse comportamento.[59]